# 埃里克·斯雷基
埃里克·斯雷基（法語：Éric Srecki，1964年7月2日—），法国男子击剑运动员。他曾参加1988年、1992年、1996年和2000年四届夏季奥运会，共收获两枚金牌、一枚银牌和一枚铜牌。